# Осун
Осун, Ошун (англ. Osun, йоруба Ọ̀ṣun [ɔ̀ʃũ̄]) — штат в юго-западной части Нигерии. 28 по площади и 19 по населению штат Нигерии. Административный центр штата — город Ошогбо.
На территории штата находится объект Всемирного наследия ЮНЕСКО — Осун-Осогбо.

## Административное деление
Административно штат делится на 30 ТМУ:
- Aiyedaade (Gbongan)
- Aiyedire (Ile Ogbo)
- Atakunmosa East (Iperindo)
- Atakunmosa West (Osu)
- Boluwaduro (Otan-Ayegbaju)
- Boripe (Iragbiji)
- Ede North (Oja Timi)
- Ede South (Ede)
- Egbedore (Awo)
- Ejigbo (Ejigbo)
- Ife Central (Ile-Ife)
- Ife East (Oke-Ogbo)
- Ife North (Ipetumodu)
- Ife South (Ifetedo)
- Ifedayo (Oke-Ila Orangun)
- Ifelodun (Икирун)
- Ila (Ila Orangun)
- Ilesa East (Ilesa)
- Ilesa West (Ereja Square)
- Irepodun (Ilobu)
- Irewole (Икире)
- Isokan (Apomu)
- Iwo (Иво)
- Obokun (Ibokun)
- Odo Otin (Okuku)
- Ola Oluwa (Bode Osi)
- Olorunda (Igbonna, Osogbo)
- Oriade (Ijebu-Jesa)
- Orolu (Ifon-Osun)
- Osogbo (Osogbo)

## Экономика
Осун — аграрный штат, здесь выращивают ямс, кассаву, табак, хлопок и другие культуры.